# Mark Ertel
Mark Anthony Ertel (Tipton, 26 febbraio 1919 – Indianapolis, 1º marzo 2010) è stato un cestista statunitense, professionista nella NBL.

## Carriera
Giocò per una stagione nella NBL, disputando 20 partite con 3,3 punti di media.